# Stanarska prava

## Oduzeta stanarska prava
Bivši nosioci stanarskog prava u Republici Hrvatskoj i članovi njihovih porodica, od kojih su velika većina izbegla lica iz Republike Hrvatske koja trenutno borave u Srbiji,  pretežno su izbegli iz urbanih sredina Republike Hrvatske. To su lica  koja su do 1991. imala stanarsko pravo na stanovima u društvenom vlasništvu i u njima živela  zajedno s članovima porodičnog domaćinstava i koja su  morala napustiti predmetne stanove za vreme sukoba u Republici Hrvatskoj,  u periodu 1991-1995.

Ovim je licima, u najvećem broju srpske nacionalnosti, stanarsko pravo ukinuto na dva načina: u sudskim postupcima za otkaz stanarskog prava zbog nekorišćenja stanova u razdoblju dužem od 6 meseci na područjima koja su bila pod kontrolom hrvatskih vlasti; ili po sili zakona, na područjima koja su do 1995. bila pod zaštitom UN, danas PPDS, jer se u stanove u kojima su živeli nisu vratili u roku od 90 dana od stupanja na snagu Zakona o davanju u najam stanova na prostoru  bivše RSK.

Ukupan broj slučajeva otkazivanja stanarskog prava prema podacima OEBS-a procjenjuje se na oko 30.000 i ovim  činom  je  pogođeno oko 100.000 lica.

Stanarsko pravo na stanovima u društvenom vlasništvu više ne postoji kao specifičan pravni institut u RH. Oduzimanje  stanarskog prava i nepriznavanje bilo kakvih prava temeljem nekadašnjeg instituta stanarskog prava dvojako su se odrazili na izbegle  bivše nosioce: onemogućili su njihov povratak u stambene jedinice i mesta prethodnog prebivališta, nisu im, kao što je bio slučaj s ostalim nosiocima stanarskog prava u Republici Hrvatskoj, priznali status nosioca imovinskih prava proisteklih iz instituta stanarskog prava, npr. onog da privatizuju stan pod povlašćenim uslovima.

Ova je praksa bila u suprotnosti s primenjenom na istu kategoriju stanovništva u BiH,  te s Rezolucijom 1120 Veća Bezbednosti UN iz 1997. kojom je  potvrđeno pravo svih izbeglica i raseljenih osoba poreklom iz RH na povratak u njihove  domove u RH. Vlasti RH su u celosti ignorisale i neke, iako pravno neobavezujuće, relevantne međunarodne standarde zaštite ljudskih prava sadržane npr. u Rezoluciji 2004/2 o stambenom smeštaju i povratku imovne izbeglicama i raseljenim licima, koju je donela Podkomisija Ujedinjenih nacija za unapređenje i zaštitu ljudskih prava, kao i EKOSOC Principima o stambenom smeštaju i povratku imovine izbeglicama i raseljenim licima („Pineiro principi“) iz juna 2005. godine.

Postojeći model stambenog zbrinjavanja u Republici hrvatskoj ne predstavlja adekvatan mehanizam okončanja predmetnog izbegličkog pitanja saglasno opšteprihvaćenim načelima međunarodnog prava,  na što ukazuje i niz analiza relevantnih međunarodnih i domaćih nevladinih organizacija.

U sklopu procesa nakon Beogradske konferencije Republika Hrvatska je izrazila spremnost da otvori novi rok za podnošenje zahteva za stambeno zbrinjavanje izvan područja od posebne državne brige (PPDS), koji je zatvoren 2005. godine i za koji se prijavio mali broj lica iz Republike Srbije. Očekuje se otvaranje novog roka sa poboljšanim uslovima.

## Dodatne informacije
Video spot vezan za ovu temu možete naći ovde.